# 中田圭亮
中田 圭亮（なかた けいすけ、生年不詳 - ）は、日本の哺乳類学者。

## 人物
北海道立林業試験場みどり環境部をへて、地方独立行政法人北海道立総合研究機構森林研究本部林業試験場森林資源部保護グループ専門研究員。野ウサギや野ネズミのような森林に有害な野生小哺乳類を森林保護・有害生物管理・野生動物管理の観点から研究している。研究分野は、森林保護学、森林動物学、哺乳類学、野生生物管理学、個体群生態学。所属学会は、日本森林学会、日本哺乳類学会、日本応用動物昆虫学会、日本鳥学会、個体群生態学会、American Society of Mammalogists（アメリカ哺乳類学会）。
1989年、農学博士（北海道大学）取得。

## 著書
- 北海道の森林(編著). 北海道新聞社. (2011)
- The Wild Mammals of Japan(共著). Shokadoh. (2009)
- 北海道 樹木の病気・虫害・獣害(共著). 北海道森と緑の会. (2006)
- 元気な森の作り方－材質に影響を与える林木の被害とその対策(共著). 日本緑化センター. (2004)
- 野ネズミの予察調査と防除の手引（第2版）(編著). 北海道森林保全協会. (1998)

## 論文・予稿・寄稿文
- 中田圭亮「札幌市屯田防風林における野鼠寄生ツツガムシ類の季節消長」『衛生動物』第27巻第2号、日本衛生動物学会、1976年、189-194頁、doi:10.7601/mez.27.189、ISSN 0424-7086、NAID 110003815166。
- 中田圭亮「8 北海道における Haemogamasus 属のダニの新知見」『衞生動物』第28巻第1号、日本衛生動物学会、1977年3月、56頁、ISSN 04247086、NAID 110003815312。
- 中田圭亮「エゾヤチネズミ発生予想の検討--旭川林務署管内予察資料から」『北海道林業試験場報告』第15号、北海道立林業試験場、1978年3月、17-25頁、ISSN 03867277、NAID 40003545703。
- 中田圭亮「エゾヤチネズミに対するリン化亜鉛1%殺そ剤の駆除効果の再確認」『北海道林業試験場報告』第16号、北海道立林業試験場、1979年2月、81-86頁、ISSN 03867277、NAID 40003545698。
- 中田圭亮「3日間調査でえられたエゾヤチネズミの推定密度の信頼性」『日本応用動物昆虫学会誌』第28巻第4号、日本応用動物昆虫学会、1984年、284-285頁、doi:10.1303/jjaez.28.284、ISSN 0021-4914、NAID 110001124046。
- 中田圭亮「統計資料にあらわれたネズミ数と被害」『北方林業』第37巻第12号、北方林業会、1985年12月、320-322頁、ISSN 03888045、NAID 40003548167。
- 中田圭亮「個体群サイクルに関連したヒメネズミの一腹仔数」『哺乳動物学雑誌』第11巻第3号、日本哺乳類学会、1986年、117-125頁、doi:10.11238/jmammsocjapan1952.11.117、ISSN 0546-0670、NAID 130001817961。
- 中田圭亮「ノネズミ個体群に対する早春の除去効果」『日本応用動物昆虫学会誌』第31巻第1号、日本応用動物昆虫学会、1987年、87-91頁、doi:10.1303/jjaez.31.87、ISSN 0021-4914、NAID 110001113364。
- 中田圭亮「野ネズミ害を解明するために必要な研究は何か--桑畑論文への返答」『北方林業』第40巻第6号、北方林業会、1988年6月、154-157頁、ISSN 03888045、NAID 40003548341。
- 中田圭亮, 福村聡, 佐藤英雄「エゾヤチネズミの毛色変異体の新しい2例」『哺乳類科学』第29巻第2号、日本哺乳類学会、1989年、29-32頁、doi:10.11238/mammalianscience.29.2_29、ISSN 0385-437X、NAID 130000884905。
- 中田圭亮「C317 野ネズミは被害経歴がある木を好むか(森林昆虫)」『日本応用動物昆虫学会大会講演要旨』第36号、日本応用動物昆虫学会、1992年9月、147頁、NAID 110001086199。
- 中田圭亮, 近藤和男, 北川善一「カラマツ壮齢木における野ネズミ被害後の成長(会員研究発表論文)」『日本林学会北海道支部論文集』第41巻、北方森林学会、1993年、79-81頁、doi:10.24494/jfshb.41.0_79、NAID 110009709237。
- 中田圭亮, 今野正彰「施業・環境因子のエゾヤチネズミ数への影響力」『北海道林業試験場研究報告』第31号、北海道立林業試験場、1994年3月、87-93頁、ISSN 09103945、NAID 40004552673。
- 中田圭亮, 鈴木仁「哺乳類の類縁をさぐる —新しいアプローチの魅力—」『哺乳類科学』第38巻第1号、日本哺乳類学会、1998年、2-194頁、doi:10.11238/mammalianscience.38.194_2、ISSN 0385-437X、NAID 40004129832。
- 雲野明, 中田圭亮「7齢級トドマツ林で発生した野ネズミ被害とその被害木の枯死過程」『北方林業』第50巻第8号、北方林業会、1998年8月、169-171頁、ISSN 03888045、NAID 40003547349。
- 中田圭亮「線形モデルによる野ネズミ被害の危険度予測」『日本森林学会大会発表データベース』第116巻、日本森林学会、2005年、402-402頁、doi:10.11519/jfsc.116.0.402.0、NAID 130004614742。
- 明石信廣, 南野一博, 中田圭亮「1985年から2005年の野ネズミ発生予察調査資料に基づくエゾヤチネズミ発生予想式」『北海道林業試験場研究報告』第44号、北海道立林業試験場、2007年3月、97-108頁、ISSN 09103945、NAID 40015599140。
- 中田圭亮, 明石信廣「エゾヤチネズミ個体群の変動規模は減衰しているか：減衰例と拡大例の混在」『霊長類研究 Supplement』第29巻、日本霊長類学会、2013年、188頁、doi:10.14907/primate.29.0_188_1、NAID 130005471685。

## 賞詞
- 全国林業試験研究機関協議会研究功績賞: 野ネズミ被害の発生予測と防除技術に関する一連の研究(2002年)[2]
- 森林防疫奨励賞 (林野庁長官賞）: ネズミわな4種類の捕獲効率(1988年)[2]